# 苏志民
苏志民，圣名雅各伯，（Bishop James Su Zhimin，1932年7月1日—），天主教保定教区正权主教（1992年5月3日—），自1997年以后长期失踪。
1932年7月1日，苏志民出生。1956年因坚持信仰被捕后获释，1957年再度被捕坐监五年，获释后被遣送农场劳动改造。1975年第三次被捕，1979年获释。1981年，苏志民被范学淹主教祝圣为神父，1982年第四次被捕，1986年获释。1989年，苏志民升任保定教区副主教，在年底，因参加大陆主教团遭到第五次逮捕，1992年获释。1992年4月13日范学淹主教去世，5月3日，苏志民继任保定教区正权主教。1994年底会见美国国际人权委员会主席克里斯托弗﹒史密特，几天后遭到第六次逮捕，迫于美国压力无条件释放。1996年第七次被捕并被软禁，主教设法逃出并藏匿在安国教区的辛集市教友家中，在藏身之处向全国人大致函并向教区发布牧函，1997年遭人举报第八次被捕，此后下落不明。2003年，主教在保定一中心医院接受眼科治疗，被教友发现，但马上被大批警察转移。